# Mads Skau
Mads Skau (født 22. februar 1967 i Haderslev) er en dansk landmand og politiker fra Venstre som har været borgmester i Haderslev Kommune siden 1. januar 2022.
Den forrige borgmester i Haderslev, H.P. Geil, meddelte i september 2020, at han ville stoppe i lokalpolitik ved kommunalvalget 2021, og Skau blev efterfølgende i december valgt som Venstres nye spidskandidat til kommunalvalget. Skau var på det tidspunkt ikke medlem af kommunalbestyrelsen i Haderslev Kommune, men havde siddet i regionsrådet i Region Syddanmark fra 2018. Han havde også været byrådsmedlem i den tidligere Vojens Kommune fra 1998 til 2006 og efterfølgende i Haderslev Kommune frem til 2009.
Ved kommunalvalget 2021 blev Skau valgt med 2116 personlige stemmer og kunne efterfølgende forhandle sig til at blive den nye borgmester i Haderslev Kommune.
Skau har været gårdejer siden 1991. Han er gift og har tre børn.